# Jorge Vásquez
Jorge Luis Vásquez (nacido el 16 de julio de 1978 en Nagua) es un lanzador dominicano que jugó en las Grandes Ligas de Béisbol. 

## Carrera
Vásquez fue firmado por los Reales de Kansas City como amateur en 1998. Hizo su debut con los Reales en 2004. Ese mismo año, lanzó en dos partidos, yéndose sin decisión, y una efectividad de 8.10. Ponchó a cuatro y dio un boleto. Ese invierno, el 18 de diciembre, fue cambiado a los Bravos de Atlanta a cambio de Eli Marrero y dinero en efectivo. Ese mismo año, apareció en cinco juegos, logrando una victoria, sin derrotas y con una efectividad de 3.00. Ese invierno, los Bravos lo liberaron y no ha aparecido en las mayores desde entonces. En 2007, lanzó en la organización de los Rangers de Texas.
Vásquez ha lanzado las últimas tres temporadas en la Liga Mexicana. Después de pasar las temporadas 2008 y 2009 con los Sultanes de Monterrey, lanzó para los Piratas de Campeche en 2010.